# Славошево (Західнопоморське воєводство)
Славошево (пол. Sławoszewo) — село в Польщі, у гміні Добра Полицького повіту Західнопоморського воєводства.